# Valentin Debise
Valentin Debise (Albi, 12 de febrero de 1992) es un piloto de motociclismo francés, que compitió en Campeonato del Mundo de Motociclismo entre 2007 y 2011. Actualmente compite en Campeonato Supersport MotoAmerica con una Suzuki GSX-R600. Se proclamó campeón de Francia de 125 en 2008. También compitió en el Campeonato Mundial de Supersport y el Campeonato de Francia de Supersport, en el que acabó subcampeón en 2013. En 2016, Debise da el salto a las MotoAmerica Series con Ken Hill como director de equipo.
En 2021 compite en los campeonatos franceses de Superbike y de Supersport

## Resultados

### Campeonato del mundo de motociclismo
Sistema de puntuación de 1993 hasta 2022:
| Posición | 1.º | 2.º | 3.º | 4.º | 5.º | 6.º | 7.º | 8.º | 9.º | 10.º | 11.º | 12.º | 13.º | 14.º | 15.º |
| Puntos   | 25  | 20  | 16  | 13  | 11  | 10  | 9   | 8   | 7   | 6    | 5    | 4    | 3    | 2    | 1    |

#### Por temporada
| Temp. | Cat.  | Moto  | Equipo                         | Carreras | Victorias | Podios | Poles | V.Ráp. | Pts. | Pos. |
| ----- | ----- | ----- | ------------------------------ | -------- | --------- | ------ | ----- | ------ | ---- | ---- |
| 2007  | 125cc | Honda | Équipe de France Espoir        | 0        | 0         | 0      | 0     | 0      | 0    | NC   |
| 2008  | 125cc | KTM   | Racing Motoclub Circuit D'Albi | 0        | 0         | 0      | 0     | 0      | 0    | NC   |
| 2009  | 250cc | Honda | CIP MotoGP250                  | 14       | 0         | 0      | 0     | 0      | 18   | 21.º |
| 2010  | Moto2 | ADV   | WTR San Marino Team            | 17       | 0         | 0      | 0     | 0      | 0    | NC   |
| 2011  | Moto2 | FTR   | Speed Up                       | 17       | 0         | 0      | 0     | 0      | 0    | NC   |
| Total |       |       |                                | 48       | 0         | 0      | 0     | 0      | 18   |      |

#### Carreras por año
(Carreras en negrita indica pole position, carreras en cursiva indica vuelta rápida)
| Año  | Cat.  | Moto  | 1      | 2      | 3       | 4      | 5       | 6      | 7       | 8      | 9       | 10     | 11     | 12     | 13     | 14     | 15      | 16      | 17      | Pts. | Pos. |
| ---- | ----- | ----- | ------ | ------ | ------- | ------ | ------- | ------ | ------- | ------ | ------- | ------ | ------ | ------ | ------ | ------ | ------- | ------- | ------- | ---- | ---- |
| 2007 | 125cc | Honda | QAT -  | ESP -  | TUR -   | CHN -  | FRA DNS | ITA -  | CAT -   | GBR -  | NED -   | GER -  | CZE -  | RSM -  | POR -  | JPN -  | AUS -   | MAL -   | VAL -   | 0    | -    |
| 2008 | 125cc | KTM   | QAT -  | ESP -  | POR -   | CHN -  | FRA DNS | ITA -  | CAT -   | GBR -  | NED -   | GER -  | CZE -  | RSM -  | IND -  | JPN -  | AUS -   | MAL -   | VAL -   | 0    | -    |
| 2009 | 250cc | Honda | QAT -  | JPN -  | ESP 20  | FRA 13 | ITA 19  | CAT 17 | NED 14  | GER 20 | GBR 19  | CZE 15 | IND 13 | RSM 14 | POR 13 | AUS 19 | MAL 13  | VAL 15  |         | 18   | 21.º |
| 2010 | Moto2 | ADV   | QAT 24 | ESP 31 | FRA 22  | ITA 23 | GBR 26  | NED 30 | CAT 20  | GER 16 | CZE 32  | IND 18 | RSM 22 | ARA 27 | JPN 26 | MAL 20 | AUS 28  | POR Ret | VAL Ret | 0    | -    |
| 2011 | Moto2 | FTR   | QAT 23 | ESP 30 | POR Ret | FRA 28 | CAT 20  | GBR 22 | NED Ret | ITA 18 | GER Ret | CZE 21 | IND 30 | RSM 25 | ARA 29 | JPN 21 | AUS Ret | MAL Ret | VAL Ret | 0    | -    |

### Campeonato Mundial de Supersport

#### Por temporada
| Temp. | Moto               | Equipo                          | Carreras | Victorias | Podios | Poles | V.Rap. | Pts. | Pos  |
| ----- | ------------------ | ------------------------------- | -------- | --------- | ------ | ----- | ------ | ---- | ---- |
| 2012  | Honda CBR600RR     | SMS Racing                      | 10       | 0         | 0      | 0     | 0      | 10   | 28.º |
| 2013  | Honda CBR600RR     | Prorace                         | 0        | 0         | 0      | 0     | 0      | 0    | NC   |
| 2014  | Honda CBR600RR     | Com Plus SMS Racing             | 5        | 0         | 0      | 0     | 0      | 4    | 28.º |
| 2021  | Yamaha YZF-R6      | GMT94 Yamaha                    | 5        | 0         | 0      | 0     | 0      | 29   | 20.º |
| 2022  | Yamaha YZF-R6      | GMT94 Yamaha                    | 4        | 0         | 0      | 0     | 0      | 43   | 17.º |
| 2023  | Yamaha YZF-R6      | GMT94 Yamaha                    | 22       | 0         | 2      | 0     | 2      | 181  | 5.º  |
| 2024  | Yamaha YZF-R6      | Evan Bros. WorldSSP Yamaha Team | 24       | 0         | 7      | 0     | 1      | 238  | 4.º  |
| 2025  | Ducati Panigale V2 | Renzi Corse                     | 6        | 0         | 0      | 0     | 0      | 40*  | 9.º* |
| Total |                    |                                 | 76       | 0         | 9      | 0     | 3      | 545  |      |

- * Temporada en curso.

#### Carreras por año
(Carreras en negrita indica pole position, carreras en cursiva indica vuelta rápida)
| Año  | Moto  | 1   | 2   | 3       | 4      | 5     | 6       | 7       | 8      | 9       | 10     | 11      | 12     | 13      | Pos. | Pts. |
| ---- | ----- | --- | --- | ------- | ------ | ----- | ------- | ------- | ------ | ------- | ------ | ------- | ------ | ------- | ---- | ---- |
| 2012 | Honda | AUS | ITA | NED Ret | ITA 23 | EUR 8 | SMR Ret | SPA Ret | CZE 14 | GBR Ret | RUS 18 | GER     | POR 18 | FRA Ret | 28.º | 10   |
| 2013 | Honda | AUS | SPA | NED     | ITA    | GBR   | POR     | ITA DNS | RUS C  | GBR     | GER    | TUR     | FRA    | SPA     | NC   | 0    |
| 2014 | Honda | AUS | SPA | NED     | ITA    | GBR   | MAL     | SMR 16  | POR 14 | SPA 14  | FRA 17 | QAT Ret |        |         | 28.º | 4    |

| Año  | Moto   | 1       | 1       | 2     | 2       | 3       | 3      | 4     | 4     | 5       | 5     | 6      | 6     | 7       | 7       | 8      | 8       | 9      | 9     | 10     | 10    | 11      | 11      | 12      | 12      | Pos. | Pts. |
| Año  | Moto   | R1      | R2      | R1    | R2      | R1      | R2     | R1    | R2    | R1      | R2    | R1     | R2    | R1      | R2      | R1     | R2      | R1     | R2    | R1     | R2    | R1      | R2      | R1      | R2      | Pos. | Pts. |
| ---- | ------ | ------- | ------- | ----- | ------- | ------- | ------ | ----- | ----- | ------- | ----- | ------ | ----- | ------- | ------- | ------ | ------- | ------ | ----- | ------ | ----- | ------- | ------- | ------- | ------- | ---- | ---- |
| 2021 | Yamaha | SPA     | SPA     | POR   | POR     | ITA     | ITA    | NED   | NED   | CZE Ret | CZE 7 | SPA    | SPA   | FRA Ret | FRA DNS | SPA    | SPA     | SPA    | SPA   | POR    | POR   | ARG 6   | ARG 6   | INA DNS | INA DNS | 20.º | 29   |
| 2022 | Yamaha | SPA     | SPA     | NED   | NED     | POR     | POR    | ITA   | ITA   | GBR     | GBR   | CZE 4  | CZE 8 | FRA 7   | FRA 4   | SPA    | SPA     | POR    | POR   | ARG    | ARG   | INA     | INA     | AUS     | AUS     | 17.º | 43   |
| 2023 | Yamaha | AUS 13  | AUS 8   | INA 6 | INA Ret | NED 4   | NED 6  | SPA 8 | SPA 4 | ITA     | ITA   | GBR 10 | GBR 7 | ITA Ret | ITA 7   | CZE 11 | CZE 12  | FRA 3  | FRA 2 | SPA 10 | SPA 7 | POR 5   | POR Ret | SPA 5   | SPA 6   | 5.º  | 181  |
| 2024 | Yamaha | AUS Ret | AUS 5   | CAT 5 | CAT 5   | NED 3   | NED 18 | MIS 4 | MIS 3 | GBR 5   | GBR 8 | CZE 2  | CZE 4 | POR 6   | POR 3   | FRA 10 | FRA Ret | ITA 21 | ITA 5 | ARA 3  | ARA 4 | EST Ret | EST 3   | SPA Ret | SPA 2   | 4.º  | 238  |
| 2025 | Ducati | AUS 8   | AUS Ret | POR 8 | POR 5   | NED Ret | NED 4  | ITA   | ITA   | CZE     | CZE   | ITA    | ITA   | GBR     | GBR     | HUN    | HUN     | FRA    | FRA   | SPA    | SPA   | POR     | POR     | SPA     | SPA     | 9.º* | 40*  |

- * Temporada en curso.